# Gammarus pulex
Gammarus pulex är en kräftdjursart som först beskrevs av Carl von Linné 1758.  Gammarus pulex ingår i släktet Gammarus och familjen Gammaridae. Arten är reproducerande i Sverige. Inga underarter finns listade i Catalogue of Life.

## Bildgalleri

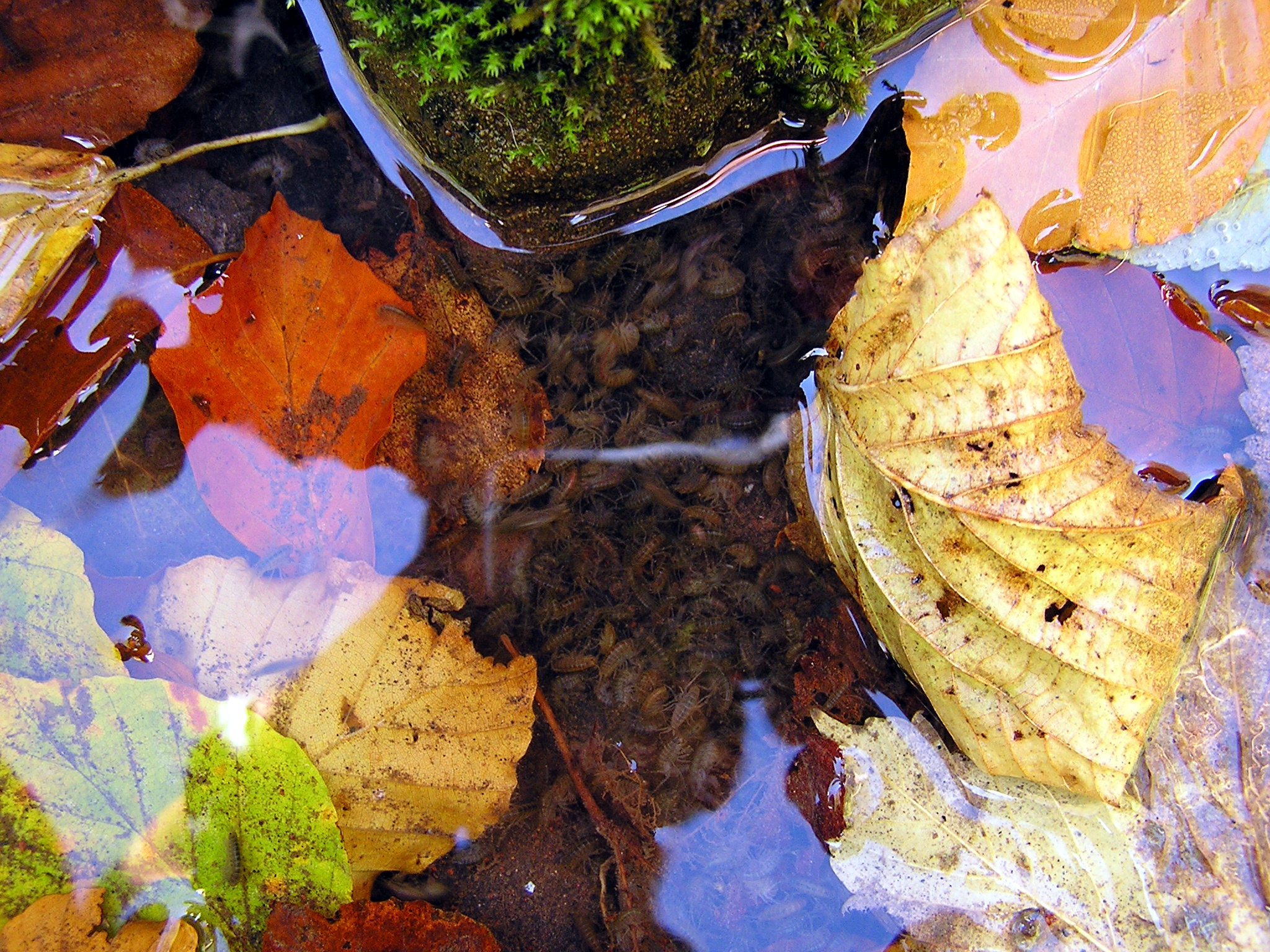
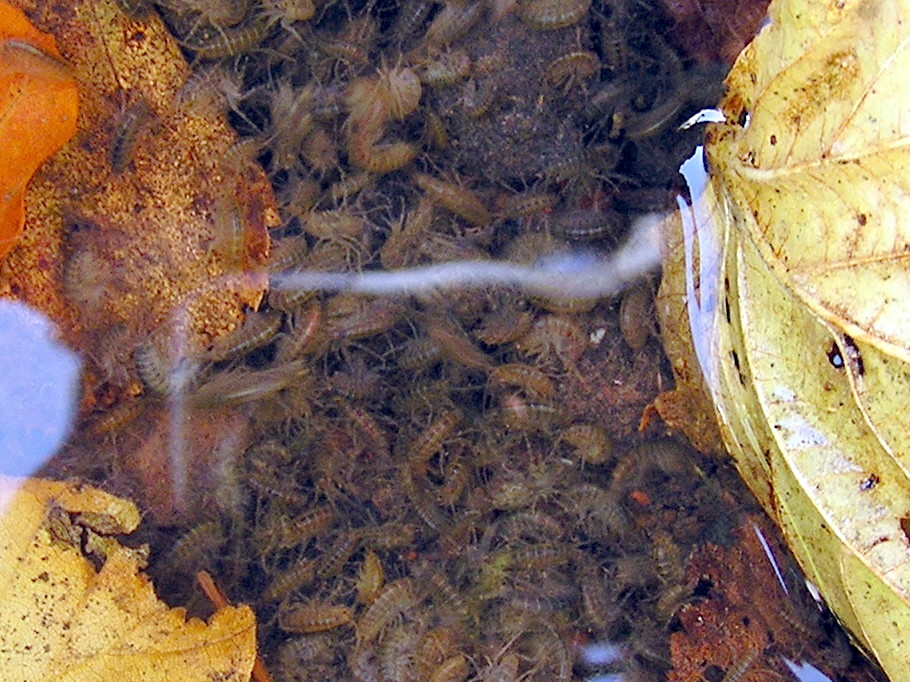